# Gare de Mansoura
La gare de Mansoura est une gare ferroviaire algérienne située sur le territoire de la commune de Mansoura, dans la wilaya de Bordj Bou Arreridj.

## Situation ferroviaire
La gare est située dans le centre-ville de Mansoura, sur la Alger à Skikda où elle est précédée de la gare d'El M'hir et suivie de celle d'El Achir.

## Service des voyageurs

### Desserte
La gare de Mansoura est desservie par :
- les trains grandes lignes de la liaison Alger  - Annaba[1] ;
- les trains régionaux de la liaison Alger - Sétif[2].